# Itil
Itil ali Atil, kar pomeni »Velika reka«, je bil od sredine 8. stoletja do konca 10. stoletja prestolnica Hazarije. Itil je tudi turško ime reke Volge.

## Zgodovina
Itil je stal v delti Volge v severozahodnem kotu Kaspijskega jezera. Glavno mesto Hazarije je postal po porazu Hazarov v drugi hazarski-arabski vojni. Arabski viri iz 9. stoletja ga imenujejo Hamlidž, ime Itil pa se je pojavilo v 10. stoletju. 
Ko je bil Itil na višku moči, je bil glavno trgovsko središče ob Volgi. Sestavljen je bil iz treh delov, ki jih je ločevala Volga. V zahodnem delu mesta je bilo upravno središče z dvorom in velikim vojaškim garnizonom. Vzhodni del mesta je bil zgrajen kasneje kot trgovsko središče. V tem delu mesta je bilo veliko javnih kopališč in trgovin. Med zahodnim in vzhodnim delom mesta je bil otok, na katerem sta stali palači hazarskega kagana in bega. Otok je bil z drugima deloma mesta povezan s pontonskim mostom. Arabski viri trdijo, da se je polovica mesta imenovala Itil, druga polovica pa Hazaran. 
Itil je bil multietnično in versko raznoliko mesto, naseljeno z Judi, kristjani, muslimani, šamanisti in pogani, med katerimi je bilo mnogo tujih trgovcev. Vsaka verska skupnost je imela svoja svetišča in svoje sodnike, ki so razsojali v sporih znotraj posamezne skupnosti. Po dva sodnika so imeli kristjani, Judi in muslimani, sedmi sodnik pa je presojal v sporih med šamanisti in drugimi pogani.
Leta 968 ali 969 je Itil opustošil kijevski knez Svjatoslav I. Ibn Havkal in al-Makdisi omenjata Itil po letu 969, kar pomeni, da so ga morda obnovili. Al Biruni je sredi 11. stoletja poročal, da je bil Itil ponovno v ruševinah, mesta Saksin, ki je bilo zgrajeno kasneje v bližini Itila, pa ni omenjal. Možno je torej, da je bil sredi 11. stoletja porušen ravno ta novi Itil.
Arheološki ostanki Itila niso bili nikoli povsem potrjeni. Ena od hipotez pravi, da je mesto poplavilo Kaspijsko jezero. Dimitrij Vasiljev z Astrahanske državne univerze je leta 2003 kljub temu opravil vrsto izkopavanj na nahajališču Samosdelskoje v bližini vasi Samosdelka v delti Volge. Vasiljev je arheološke najdbe pripisal hazarski, oguški in bolgarski kulturi, kar ga je pripeljalo do prepričanja, da je odkril mesto Saksin. Njegova trditev še ni dokazana. Vasiljev je leta 2006 objavil svoje prepričanje, da najnižja arheološka plast najdišča Samosdelka pripada mestu Itil. Leta 2008 je njegova skupina ruskih arheologov objavila, da je odkrila ruševine Itila. Po arheoloških izkopavanjih, ki so se začela leta 2019, Damir Solovjov je predlagal, da se arheološko najdišče Semibugri (Семибугры), ki se prav tako nahaja na delti Volge, lahko ostanki Itila.